# Trzebośnica

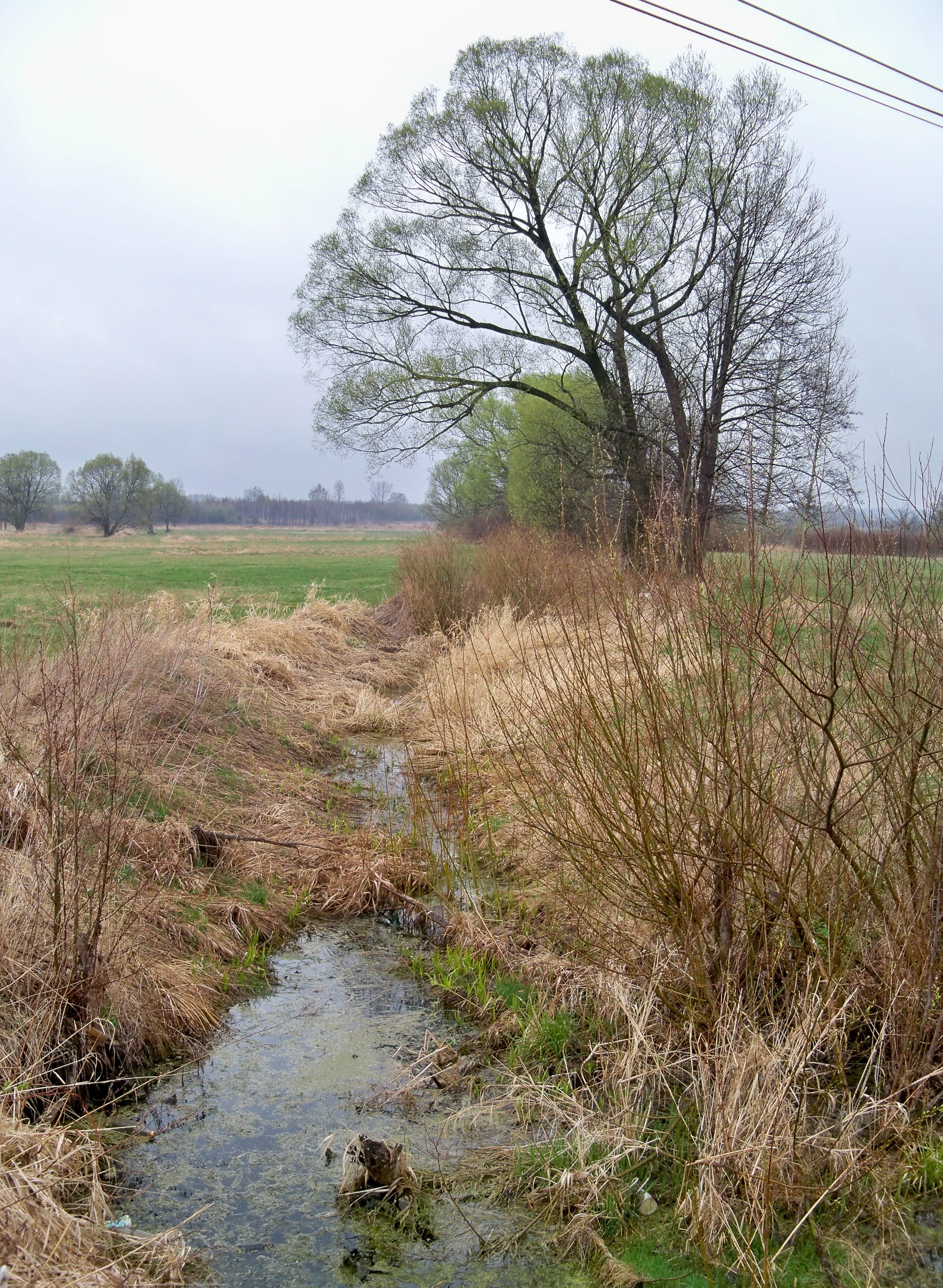
Starorzecze Trzebośnicy w Trzebosi w obrębie OZW Lasy Leżajskie

Trzebośnica (dawniej również Trzebośnia, Trzebośna, w niektórych dokumentach Trzebośnica (Medynka)) – rzeka w województwie podkarpackim, lewy dopływ Sanu, o długości wynoszącej 35,3 km, powierzchni dorzecza 262 km² i stanie wody sięgającym do 3 m.

## Źródło
Wypływa na wysokości ok. 258 m, we wsi Medynia Głogowska, na Płaskowyżu Kolbuszowskim. Płynie przez Równinę Tarnobrzeską do Doliny Dolnego Sanu (ujście na wysokości ok. 160 m).
Uwagi co do źródła
Według niektórych map topograficznych źródło Trzebośnicy nie znajduje się w Medyni Głogowskiej, lecz we wsi Nienadówka na wysokości ok. 234 m n.p.m. i jej początkowy odcinek płynie z zachodu na wschód, a z ciekiem płynącym z południa, określanym jako dopływ spod Medyni Głogowskiej, który na innych mapach jest oznaczany jako odcinek źródłowy Trzebośnicy, łączy się w Trzebosi Górnej. Według innych map topograficznych źródłowy strumień znajduje się we wsi Pogwizdów, czyli pomiędzy Medynią a Nienadówką, i również płynie z zachodu i ze strumieniem płynącym południkowo łączy się już na terenie Medynii. Jego źródło znajduje się na mokradłach lasu Cisowiec blisko granicy z Nienadówką na wysokości 221 m n.p.m. Takie rozwiązanie prezentuje Państwowy Rejestr Nazw Geograficznych (przy czym przedstawiony w nim przebieg rzeki jest schematyczny). Również na Mapie Podziału Hydrograficznego Polski źródło znajduje się w lesie Cisowiec. Identyfikator Trzebośnicy na tej mapie to 2274. Zgodnie typologią wód powierzchniowych obowiązującą do 2023 roku jej górny odcinek, do ujścia Krzywego w Wólce Niedźwiedzkiej (Budach) to potok nizinny piaszczysty (typ 17, jednolita część wód powierzchniowych PLRW200017227449), a dolny to rzeka nizinna piaszczysto-gliniasta (typ 19, jednolita część wód powierzchniowych PLRW200019227499). Ze względu na regulację, skutkującą m.in. powstaniem budowli poprzecznych i zakłócających migracje ryb, oba odcinki zostały uznane za silnie przekształcone jednolite części wód. Od 2023 roku Trzebośnica do Krzywego ma kod PLRW200010227439, a Trzebośnica od Krzywego do ujścia PLRW200011227499

## Potrzeby gospodarki wodnej
Na potrzeby gospodarki wodnej Trzebośnica wraz z jej zlewnią oraz pięcioma dopływami stanowiącymi odrębne jednolite części wód została wyznaczona jako scalona część wód o symbolu GW0832. Wchodzi ona w skład jednostek takich jak zlewnia Dolnego Sanu oraz region wodny Górnej Wisły i jest zarządzana przez regionalny zarząd gospodarki wodnej w Krakowie. Trzebośnica znajduje się w katalogu śródlądowych wód powierzchniowych, stanowiących własność publiczną, istotnych dla regulacji stosunków wodnych na potrzeby rolnictwa, brak jej natomiast w katalogu wód istotnych dla kształtowania zasobów wodnych oraz ochrony przeciwpożarowej.
W Sarzynie, mniej więcej 4 km od ujścia – na wysokości 163,06 m n.p.m., znajduje się stacja wodowskazowa II rzędu założona w 1956 r. Według obserwacji z okresu 2006–2010 przepływ rzeki mieścił się w granicach 0,18–96,8 m³/s, osiągając średnią 1,76 m³/s.  Stan wody w tym czasie wahał się od 106 cm do 474 cm. Średnie miesięczne przepływy rzeki wynoszą: styczeń - 1,23; luty - 2,26; marzec - 2,56; kwiecień - 2,26; maj - 1,56; czerwiec - 1,73; lipiec - 1,54; sierpień - 1,24; wrzesień - 0,88; październik - 1,22; listopad - 1,33; grudzień - 1,5.

## Koryto
Na odcinku powyżej wsi Wólka Niedźwiedzka jest uregulowana, poniżej zaś płynie naturalnym korytem tworząc meandry. Prawy brzeg porośnięty głównie przez las mieszany: sosna, buk, dąb, brzoza, jodła i modrzew. Część doliny leży na terenie Brzóźniańskiego Obszaru Chronionego Krajobrazu, a część włączono w obręb obszaru Natura 2000 Lasy Leżajskie (PLH180047), przy czym odcinki te częściowo się pokrywają.

## Zwierzęta
W rzece żyje wiele gatunków ryb takich jak m.in.: kleń, płoć, szczupak pospolity, jelec europejski czy pstrąg potokowy. Z innych zwierząt występują m.in. bobry. W podziale rybackim kraju Trzebośnicę włączono do obwodu rybackiego rzeki San nr 9, którego użytkownikiem jest Okręg PZW Rzeszów. Według podziału PZW większość Trzebośnicy to wody krainy pstrąga i lipienia (górskie), a przyujściowy odcinek, od miejscowości Judaszówka, to wody nizinne.

## Dopływy
Dopływami Trzebośnicy są m.in.: Nienadówka, Olechowiec, Turka, Krzywy, Tartakówka (Tarlaka), Żyłka i Rokita. Status jednolitej części wód mają: Tarlaka, Rokita i Żyłka oraz dopływ spod Zaborza.
Przepływa ona m.in. przez miejscowości takie jak: Trzeboś, Kąty Trzebuskie, Wólka Niedźwiedzka, Ruda Łańcucka, Łoiny, Wola Zarczycka, Hucisko, Judaszówka, Nowa Sarzyna i Sarzyna.

## Jakość wód
Niedługo przed przyjęciem przez Polskę Ramowej dyrektywy wodnej na Trzebośnicy funkcjonowały trzy punkty pomiarowo-kontrolne o znaczeniu regionalnym – w Wólce Sokołowskiej (poniżej Sokołowa Małopolskiego), w Nowej Sarzynie (powyżej zakładów Organika-Sarzyna) i Sarzynie (4 kilometry przed ujściem do Sanu). W tym ostatnim punkcie monitorowano również osady denne. W Sarzynie również funkcjonował wówczas punkt monitoringu sieci krajowej zlokalizowany na Sanie, tuż powyżej ujścia Trzebośnicy.
Podobny układ utrzymywał się również po wejściu do Unii Europejskiej i rozpoczęciu wdrażania nowego systemu monitoringu, tj. w latach 2004-2006, choć w ostatnim roku tego okresu przewidziano monitoring jedynie w Wólce Sokołowskiej, jako punkt monitoringu kontrolnego i dotyczącego eutrofizacji, podczas gdy punktem monitoringu diagnostycznego wyznaczono punkt w Sarzynie. W 2007 roku punkt monitoringu diagnostycznego (na którym realizowano ponadto monitoring operacyjny) przeniesiono do Grzęby, nieco bliżej ujścia do Sanu (2,2 km) i stał się on jedynym punktem monitoringu wód Trzebośnicy. Punkt badania osadów pozostał ten sam.
Zgodnie z programem wodno-środowiskowym za obiekty zagrażające stanowi wód Trzebośnicy uznano następujące zakłady: Zakłady Chemiczne "Organika-Sarzyna" S.A., Elektrociepłownia Nowa Sarzyna i Zakład Chemiczny „Silikony Polskie”, wszystkie zlokalizowane w Nowej Sarzynie. Na Trzebośnicy znajduje się jedno z przemysłowych ujęć wody zakładu "Organika-Sarzyna". Podstawowym źródłem zanieczyszczenia Trzebośnicy nie są spływy z pól, lecz ścieki komunalne, zwłaszcza z oczyszczalni ścieków w Sokołowie Małopolskim.
W latach 2000 i 2001 wody Trzebośnicy oceniono jako nieodpowiadające ówczesnym normom (pozaklasowe). W 2001 roku zbadano również osady rzeczne, które okazały się jednymi z najmniej zanieczyszczonych w województwie.
W wyniku badań państwowego monitoringu środowiska w roku 2006 poniżej dopływu z sokołowskiej oczyszczalni stwierdzono przekroczenie wskaźników bakteriologicznych i dotyczących stężenia związków fosforu, przez co sklasyfikowano jakość wód jako złą (klasa V). Tam też stwierdzono również podwyższone stężenie azotanów. Nie stwierdzono natomiast takich oznak eutrofizacji jak przekroczona ilość chlorofilu a (świadcząca o zakwitach glonowych). W kolejnych punktach bliżej ujścia dodatkowo stwierdzono istotne zanieczyszczenie fenolami.
W roku 2007 pomiary przeprowadzone w przyujściowym odcinku wykazały poprawę stanu ekologicznego z klasy V (zły stan ekologiczny) na klasę IV (stan słaby). w latach 2004-2007 w różnych punktach pomiarowych zaobserwowano obustronne zmiany jakości wód Trzebośnicy między klasą IV a V. Wody Trzebośnicy w badanych miejscach zostały uznane za nieprzydatne do bytowania w warunkach naturalnych ryb o znaczeniu gospodarczym, m.in. ze względu na wartości stężenia azotynów.
Według badań w punkcie Grzęba (część wsi Sarzyna) z roku 2008 mimo podwyższonego stężenia azotu Kjeldahla i fenoli, ze względu na stan elementów biologicznych uznano wody Trzebośnicy za odpowiadające III klasie (umiarkowany stan ekologiczny).
W związku z tym w Programie wodno-środowiskowym kraju z 2010 r. potencjał ekologiczny Trzebośnicy określono jako zły, jednak nie uznano, aby zagrożony był cel środowiskowy, jakim jest osiągnięcie potencjału co najmniej dobrego.
Z kolei według Planu gospodarowania wodami na obszarze dorzecza Wisły z 2011 roku potencjał ekologiczny Trzebośnicy uznano za co najmniej dobry (choć stan chemiczny za poniżej dobrego).
Na podstawie monitoringu w 2018 r. potencjał ekologiczny obu jednolitych części wód tworzących Trzebośnicę sklasyfikowano jako słaby. W obu przypadkach taką klasę uzyskał fitobentos, a w dolnym odcinku również makrofity. Z kolei stan ichtiofauny w dolnym odcinku był trochę lepszy niż w górnym, osiągając odpowiednio drugą i trzecią klasę. Elementy fizykochemiczne z reguły wskazywały na gorszy stan odcinka górnego niż dolnego, przekraczając normy dobrego stanu dla różnych form azotu i fosforu. W obu odcinkach stwierdzono zasolenie chlorkami przekraczające normy stanu dobrego. Stan chemiczny wód sklasyfikowano jako poniżej dobrego, o czym zdecydowało przekroczenie norm PBDE w tkankach ryb i benzo(a)pirenu w wodzie.